# Moon Han-lim
Moon Han-lim (kor. 문한림) (ur. 16 czerwca 1955 w Suwon) – duchowny rzymskokatolicki, w latach 2014–2020 biskup pomocniczy San Martín, biskup koadiutor Venado Tuerto w latach 2020–2021, biskup diecezjalny Venado Tuerto od 2021.

## Życiorys
Święcenia kapłańskie przyjął 12 października 1984 i został inkardynowany do archidiecezji Buenos Aires. Pracował głównie jako duszpasterz stołecznych parafii, odpowiadał także za duszpasterstwo Koreańczyków mieszkających w Buenos Aires.
6 lutego 2014 został mianowany biskupem pomocniczym San Martín ze stolicą tytularną Thucca in Mauretania. Sakry biskupiej udzielił mu 4 maja 2014 bp Guillermo Rodríguez Melgarejo.
5 grudnia 2020 otrzymał nominację na biskupa koadiutora Venado Tuerto, zaś pełnię rządów w diecezji objął 26 października 2021.